# 笑撃!ワンフレーズ
『笑撃!ワンフレーズ』（しょうげき ワンフレーズ）は、TBSで2009年3月27日から2010年9月16日まで放送されたお笑い番組である。ハイビジョン制作。

## 概要
千原ジュニア司会進行、高田純次ご意見番のもと、お笑い芸人たちが「こういうシチュエーションで言われたら嬉しい言葉」を次々と披露する。番組後半以降では、大人たちならではの「お色気シーン」での「女性から言われたら嬉しい一言」も披露される。
特番『たった一言で大爆笑 笑撃!ワンフレーズ』として計3回、第2回はドニーチョ!枠でも放送され、レギュラー化。2010年3月17日19:55 - 22:48にゴールデンタイムで特別番組が放送されたが、19:55 - 20:54がローカルセールス枠であった関係で、大半の地域では21:00 - 22:54の短縮バージョンで放送された。短縮バージョンは本放送は異なり16:9HD放送と4:3SD放送の地域に分かれた。
視聴率は関東で6.0%、関西で6.6%だった（それでもその日のTBS中では4番目に、MBSでは5番目に高い数字だった）。
2010年4月3日（2日深夜）より、『NEWS23X』が0:15まで放送されることになり、当番組は15分繰り下がって0:20からの放送となる。なお、TBSと一部の系列局では0:15からその回の見所紹介としてミニ番組『もうすぐ笑撃!ワンフレーズ』が放送される。
こうして1年4か月にわたって深夜番組として放送してきたが、『ウンナンのラフな感じで。』が2010年8月5日に終了したのを受けて、同年8月12日から9月16日までの毎週木曜21:00 - 21:54に、『渡る世間は鬼ばかり』第10シリーズ開始までの（事実上、木曜夜9時のドラマ枠復活）つなぎ番組として放送された。また、当番組移動により、同年8月14日（13日深夜）からは土曜0:20枠（金曜深夜）に『全種類。金曜版』がスタートし、同年9月25日（24日深夜）に終了した。

## 言われたい一言
言われたい一言の前にその一言に合ったシチュエーションコントドラマを芸人らが披露。
- 「笑撃!ワンフレーズ」…日常に起こりそうな言われたい一言（ワンフレーズ）を芸人が考え紹介
- 「胸キュンした一言」…初デートなどで女の子が言ってほしい一言を芸人が考え紹介
  - 女の子役…加藤夏希
- 「学園生活で言われたい一言」…学園生活の中で女の子が言ってほしい一言を芸人が考え紹介
  - 生徒役…岡本玲
- 「ちょっと大人の言われたい一言」…大人の女性やH前後時に言われたい一言を芸人が考え紹介
  - 大人の女性役…杉本彩
  - H前後の女の子役…Rio
- 「ゲストが実際に言われた一言」…その日の見届人（ゲスト）が過去に言われた一言をせいじ劇団が紹介
  - 座長…千原せいじ、看板女優…エド・はるみ、劇団員…庄司智春（品川庄司）、黒沢かずこ（森三中）、椿鬼奴、三又又三
- 「不幸を救う言われたい一言」…不幸になったシチュエーションで言われたい一言を芸人が考え紹介（2009年7月17日から）
  - 不幸の女の子役…安達祐実（2009年7月10日にゲスト出演の際、成り行きで千原ジュニアから「祐実ちゃん出てくださいよ~」と言って、実現）

## 出演者
※名前・職籍は出演当時。

### 司会
- 千原ジュニア[3]
- 枡田絵理奈[3]（TBSアナウンサー）

### パネラー
ご意見番
- 高田純次

準レギュラーパネラー（不定期出演）
- DAIGO（BREAKERZ）：主題歌を歌っていた縁で出演
- 渡部陽一：2010年1月-、この番組で有名に
- 中津川昴：2010年8月-、この番組で有名に

他、女性ゲスト

### フレーザー（ワンフレーズ芸人）
- サバンナ
- サンドウィッチマン
- ロバート
- パンクブーブー
- アンガールズ
- フットボールアワー
- ザブングル
- ななめ45°
- オードリー
- 我が家
- ザ・ギース
- モンスターエンジン
- ピース
- どぶろっく
- 有吉弘行
- 小島よしお
- キッチン!
- 井上マー
- ジャングルポケット
- 荒ぶる神々
- ロマンチックセクシー
- 瞬間メタル
- たんぽぽ
- イーグル溝神 (超新塾)
- 山崎邦正
- 田村亮(ロンドンブーツ1号2号)

他、配役は#言われたい一言参照

## 過去の出演者
- 司会:小林麻耶（単発番組時、出演当時TBSアナウンサー）
- フレーザー芸人多数

## ネット局・放送時間

### パイロット版
| 放送対象地域 | 放送局                | 系列    | 放送日時                           | 遅れ       |
| ------------ | --------------------- | ------- | ---------------------------------- | ---------- |
| 関東広域圏   | TBSテレビ（TBS）      | TBS系列 | 2008年10月2日 23時59分 - 翌1時29分 | 制作局     |
| 北海道       | 北海道放送（HBC）     | TBS系列 | 2008年10月2日 23時54分 - 翌1時29分 | 同時ネット |
| 宮城県       | 東北放送（TBC）       | TBS系列 | 2008年10月2日 23時54分 - 翌1時29分 | 同時ネット |
| 山形県       | テレビユー山形（TUY） | TBS系列 | 2008年10月2日 23時54分 - 翌1時29分 | 同時ネット |
| 福島県       | テレビユー福島（TUF） | TBS系列 | 2008年10月2日 23時54分 - 翌1時29分 | 同時ネット |
| 新潟県       | 新潟放送（BSN）       | TBS系列 | 2008年10月2日 23時54分 - 翌1時29分 | 同時ネット |
| 長野県       | 信越放送（SBC）       | TBS系列 | 2008年10月2日 23時54分 - 翌1時29分 | 同時ネット |
| 静岡県       | 静岡放送（SBS）       | TBS系列 | 2008年10月2日 23時54分 - 翌1時29分 | 同時ネット |
| 石川県       | 北陸放送（MRO）       | TBS系列 | 2008年10月2日 23時54分 - 翌1時29分 | 同時ネット |
| 中京広域圏   | 中部日本放送（CBC）   | TBS系列 | 2008年10月2日 23時54分 - 翌1時29分 | 同時ネット |
| 山口県       | テレビ山口（tys）     | TBS系列 | 2008年10月2日 23時54分 - 翌1時29分 | 同時ネット |
| 愛媛県       | あいテレビ（ITV）     | TBS系列 | 2008年10月2日 23時54分 - 翌1時29分 | 同時ネット |
| 福岡県       | RKB毎日放送（RKB）    | TBS系列 | 2008年10月2日 23時54分 - 翌1時29分 | 同時ネット |
| 宮崎県       | 宮崎放送（MRT）       | TBS系列 | 2008年10月2日 23時54分 - 翌1時29分 | 同時ネット |

### パイロット版2
| 放送対象地域 | 放送局           | 系列    | 放送日時                           | 遅れ   |
| ------------ | ---------------- | ------- | ---------------------------------- | ------ |
| 関東広域圏   | TBSテレビ（TBS） | TBS系列 | 2008年10月25日 14時00分 - 15時54分 | 制作局 |

### パイロット版3
| 放送対象地域   | 放送局                    | 系列    | 放送日時                          | 遅れ       |
| -------------- | ------------------------- | ------- | --------------------------------- | ---------- |
| 関東広域圏     | TBSテレビ（TBS）          | TBS系列 | 2009年1月2日 23時57分 - 翌1時27分 | 制作局     |
| 北海道         | 北海道放送（HBC）         | TBS系列 | 2009年1月2日 23時57分 - 翌1時27分 | 同時ネット |
| 山形県         | テレビユー山形（TUY）     | TBS系列 | 2009年1月2日 23時57分 - 翌1時27分 | 同時ネット |
| 福島県         | テレビユー福島（TUF）     | TBS系列 | 2009年1月2日 23時57分 - 翌1時27分 | 同時ネット |
| 山梨県         | テレビ山梨（UTY）         | TBS系列 | 2009年1月2日 23時57分 - 翌1時27分 | 同時ネット |
| 新潟県         | 新潟放送（BSN）           | TBS系列 | 2009年1月2日 23時57分 - 翌1時27分 | 同時ネット |
| 長野県         | 信越放送（SBC）           | TBS系列 | 2009年1月2日 23時57分 - 翌1時27分 | 同時ネット |
| 静岡県         | 静岡放送（SBS）           | TBS系列 | 2009年1月2日 23時57分 - 翌1時27分 | 同時ネット |
| 富山県         | チューリップテレビ（TUT） | TBS系列 | 2009年1月2日 23時57分 - 翌1時27分 | 同時ネット |
| 中京広域圏     | 中部日本放送（CBC）       | TBS系列 | 2009年1月2日 23時57分 - 翌1時27分 | 同時ネット |
| 鳥取県・島根県 | 山陰放送（BSS）           | TBS系列 | 2009年1月2日 23時57分 - 翌1時27分 | 同時ネット |
| 山口県         | テレビ山口（tys）         | TBS系列 | 2009年1月2日 23時57分 - 翌1時27分 | 同時ネット |
| 高知県         | テレビ高知（KUTV）        | TBS系列 | 2009年1月2日 23時57分 - 翌1時27分 | 同時ネット |
| 熊本県         | 熊本放送（RKK）           | TBS系列 | 2009年1月2日 23時57分 - 翌1時27分 | 同時ネット |
| 大分県         | 大分放送（OBS）           | TBS系列 | 2009年1月2日 23時57分 - 翌1時27分 | 同時ネット |

### ゴールデンSP
| 放送対象地域   | 放送局                    | 系列    | 放送日時                          | 放送形態   |
| -------------- | ------------------------- | ------- | --------------------------------- | ---------- |
| 関東広域圏     | TBSテレビ（TBS）          | TBS系列 | 2010年3月17日 19時55分 - 22時48分 | 制作局     |
| 岩手県         | IBC岩手放送（IBC）        | TBS系列 | 2010年3月17日 19時55分 - 22時48分 | フルネット |
| 宮城県         | 東北放送（TBC）           | TBS系列 | 2010年3月17日 19時55分 - 22時48分 | フルネット |
| 山形県         | テレビユー山形（TUY）     | TBS系列 | 2010年3月17日 19時55分 - 22時48分 | フルネット |
| 福島県         | テレビユー福島（TUF）     | TBS系列 | 2010年3月17日 19時55分 - 22時48分 | フルネット |
| 新潟県         | 新潟放送（BSN）           | TBS系列 | 2010年3月17日 19時55分 - 22時48分 | フルネット |
| 富山県         | チューリップテレビ（TUT） | TBS系列 | 2010年3月17日 19時55分 - 22時48分 | フルネット |
| 石川県         | 北陸放送（MRO）           | TBS系列 | 2010年3月17日 19時55分 - 22時48分 | フルネット |
| 鳥取県・島根県 | 山陰放送（BSS）           | TBS系列 | 2010年3月17日 19時55分 - 22時48分 | フルネット |
| 山口県         | テレビ山口（tys）         | TBS系列 | 2010年3月17日 19時55分 - 22時48分 | フルネット |
| 愛媛県         | あいテレビ（ITV）         | TBS系列 | 2010年3月17日 19時55分 - 22時48分 | フルネット |
| 大分県         | 大分放送（OBS）           | TBS系列 | 2010年3月17日 19時55分 - 22時48分 | フルネット |
| 沖縄県         | 琉球放送（RBC）           | TBS系列 | 2010年3月17日 19時55分 - 22時48分 | フルネット |
| 北海道         | 北海道放送（HBC）         | TBS系列 | 2010年3月17日 20時52分 - 22時54分 | 飛び乗り   |
| 青森県         | 青森テレビ（ATV）         | TBS系列 | 2010年3月17日 20時52分 - 22時54分 | 飛び乗り   |
| 山梨県         | テレビ山梨（UTY）         | TBS系列 | 2010年3月17日 20時52分 - 22時54分 | 飛び乗り   |
| 長野県         | 信越放送（SBC）           | TBS系列 | 2010年3月17日 20時52分 - 22時54分 | 飛び乗り   |
| 静岡県         | 静岡放送（SBS）           | TBS系列 | 2010年3月17日 20時52分 - 22時54分 | 飛び乗り   |
| 中京広域圏     | 中部日本放送（CBC）       | TBS系列 | 2010年3月17日 20時52分 - 22時54分 | 飛び乗り   |
| 近畿広域圏     | 毎日放送（MBS）           | TBS系列 | 2010年3月17日 20時52分 - 22時54分 | 飛び乗り   |
| 広島県         | 中国放送（RCC）           | TBS系列 | 2010年3月17日 20時52分 - 22時54分 | 飛び乗り   |
| 高知県         | テレビ高知（KUTV）        | TBS系列 | 2010年3月17日 20時52分 - 22時54分 | 飛び乗り   |
| 福岡県         | RKB毎日放送（RKB）        | TBS系列 | 2010年3月17日 20時52分 - 22時54分 | 飛び乗り   |
| 長崎県         | 長崎放送（NBC）           | TBS系列 | 2010年3月17日 20時52分 - 22時54分 | 飛び乗り   |
| 熊本県         | 熊本放送（RKK）           | TBS系列 | 2010年3月17日 20時52分 - 22時54分 | 飛び乗り   |
| 宮崎県         | 宮崎放送（MRT）           | TBS系列 | 2010年3月17日 20時52分 - 22時54分 | 飛び乗り   |
| 鹿児島県       | 南日本放送（MBC）         | TBS系列 | 2010年3月17日 20時52分 - 22時54分 | 飛び乗り   |
| 岡山県・香川県 | 山陽放送（RSK）           | TBS系列 | 2010年3月17日 21時00分 - 22時54分 | 飛び乗り   |

### 深夜時代
| 放送対象地域   | 放送局                    | 放送日時                           | 遅れ       |
| -------------- | ------------------------- | ---------------------------------- | ---------- |
| 関東広域圏     | TBSテレビ（TBS）          | 土曜 0時20分 - 0時50分（金曜深夜） | 制作局     |
| 北海道         | 北海道放送（HBC）         | 土曜 0時20分 - 0時50分（金曜深夜） | 同時ネット |
| 宮城県         | 東北放送（TBC）           | 土曜 0時20分 - 0時50分（金曜深夜） | 同時ネット |
| 山形県         | テレビユー山形（TUY）     | 土曜 0時20分 - 0時50分（金曜深夜） | 同時ネット |
| 福島県         | テレビユー福島（TUF）     | 土曜 0時20分 - 0時50分（金曜深夜） | 同時ネット |
| 長野県         | 信越放送（SBC）           | 土曜 0時20分 - 0時50分（金曜深夜） | 同時ネット |
| 静岡県         | 静岡放送（SBS）           | 土曜 0時20分 - 0時50分（金曜深夜） | 同時ネット |
| 富山県         | チューリップテレビ（TUT） | 土曜 0時20分 - 0時50分（金曜深夜） | 同時ネット |
| 鳥取県・島根県 | 山陰放送（BSS）           | 土曜 0時20分 - 0時50分（金曜深夜） | 同時ネット |
| 岡山県・香川県 | 山陽放送（RSK）           | 土曜 0時20分 - 0時50分（金曜深夜） | 同時ネット |
| 青森県         | 青森テレビ（ATV）         | 土曜 0時20分 - 0時50分（金曜深夜） | 14日遅れ   |
| 岩手県         | IBC岩手放送（IBC）        | 木曜 23時50分 - 翌0時20分          | 13日遅れ   |
| 新潟県         | 新潟放送（BSN）           | 火曜 0時50分 - 1時20分（月曜深夜） | 10日遅れ   |
| 中京広域圏     | 中部日本放送（CBC）       | 金曜 0時20分 - 0時50分（木曜深夜） | 6日遅れ    |
| 近畿広域圏     | 毎日放送（MBS）           | 土曜 0時20分 - 0時50分（金曜深夜） | 77日遅れ   |
| 山口県         | テレビ山口（tys）         | 火曜 0時45分 - 1時15分（月曜深夜） | 38日遅れ   |
| 愛媛県         | あいテレビ（ITV）         | 水曜 0時30分 - 1時00分（火曜深夜） | 11日遅れ   |
| 福岡県         | RKB毎日放送（RKB）        | 火曜 0時20分 - 0時50分（月曜深夜） | 10日遅れ   |
| 長崎県         | 長崎放送（NBC）           | 木曜 23時50分 - 翌0時20分          | 不明       |
| 熊本県         | 熊本放送（RKK）           | 木曜 0時25分 - 0時55分（水曜深夜） | 12日遅れ   |
| 宮崎県         | 宮崎放送（MRT）           | 土曜 0時25分 - 0時55分（金曜深夜） | 不明       |
| 鹿児島県       | 南日本放送（MBC）         | 金曜 0時10分 - 0時40分（木曜深夜） | 13日遅れ   |
| 沖縄県         | 琉球放送（RBC）           | 火曜 0時20分 - 0時50分（月曜深夜） | 不明       |

### 過去のネット局
- 中国放送（RCC）（2009年4月 - 2010年3月）

### ゴールデン時代
| 放送対象地域   | 放送局                    | 放送日時                 | 遅れ       |
| -------------- | ------------------------- | ------------------------ | ---------- |
| 関東広域圏     | TBSテレビ（TBS）          | 木曜 21時00分 - 21時54分 | 制作局     |
| 北海道         | 北海道放送（HBC）         | 木曜 21時00分 - 21時54分 | 同時ネット |
| 青森県         | 青森テレビ（ATV）         | 木曜 21時00分 - 21時54分 | 同時ネット |
| 岩手県         | IBC岩手放送（IBC）        | 木曜 21時00分 - 21時54分 | 同時ネット |
| 宮城県         | 東北放送（TBC）           | 木曜 21時00分 - 21時54分 | 同時ネット |
| 山形県         | テレビユー山形（TUY）     | 木曜 21時00分 - 21時54分 | 同時ネット |
| 福島県         | テレビユー福島（TUF）     | 木曜 21時00分 - 21時54分 | 同時ネット |
| 山梨県         | テレビ山梨（UTY）         | 木曜 21時00分 - 21時54分 | 同時ネット |
| 新潟県         | 新潟放送（BSN）           | 木曜 21時00分 - 21時54分 | 同時ネット |
| 長野県         | 信越放送（SBC）           | 木曜 21時00分 - 21時54分 | 同時ネット |
| 静岡県         | 静岡放送（SBS）           | 木曜 21時00分 - 21時54分 | 同時ネット |
| 富山県         | チューリップテレビ（TUT） | 木曜 21時00分 - 21時54分 | 同時ネット |
| 石川県         | 北陸放送（MRO）           | 木曜 21時00分 - 21時54分 | 同時ネット |
| 中京広域圏     | 中部日本放送（CBC）       | 木曜 21時00分 - 21時54分 | 同時ネット |
| 近畿広域圏     | 毎日放送（MBS）           | 木曜 21時00分 - 21時54分 | 同時ネット |
| 鳥取県・島根県 | 山陰放送（BSS）           | 木曜 21時00分 - 21時54分 | 同時ネット |
| 岡山県・香川県 | 山陽放送（RSK）           | 木曜 21時00分 - 21時54分 | 同時ネット |
| 広島県         | 中国放送（RCC）           | 木曜 21時00分 - 21時54分 | 同時ネット |
| 山口県         | テレビ山口（tys）         | 木曜 21時00分 - 21時54分 | 同時ネット |
| 愛媛県         | あいテレビ（ITV）         | 木曜 21時00分 - 21時54分 | 同時ネット |
| 高知県         | テレビ高知（KUTV）        | 木曜 21時00分 - 21時54分 | 同時ネット |
| 福岡県         | RKB毎日放送（RKB）        | 木曜 21時00分 - 21時54分 | 同時ネット |
| 長崎県         | 長崎放送（NBC）           | 木曜 21時00分 - 21時54分 | 同時ネット |
| 熊本県         | 熊本放送（RKK）           | 木曜 21時00分 - 21時54分 | 同時ネット |
| 大分県         | 大分放送（OBS）           | 木曜 21時00分 - 21時54分 | 同時ネット |
| 宮崎県         | 宮崎放送（MRT）           | 木曜 21時00分 - 21時54分 | 同時ネット |
| 鹿児島県       | 南日本放送（MBC）         | 木曜 21時00分 - 21時54分 | 同時ネット |
| 沖縄県         | 琉球放送（RBC）           | 木曜 21時00分 - 21時54分 | 同時ネット |

## スタッフ
- 構成：藤谷弥生、鈴木功治、青木祐馬、水井心太
- ナレーター：赤平大
- TM：丹野至之
- TD：坂口司
- カメラ：中村年正
- VE：木野内洋
- 音声：田村真紀
- 照明：中川清志
- 美術プロデューサー：清水久
- 美術デザイナー：石井健将
- 美術制作：朝川菜美
- 装置：高野勝之、三谷剛大
- 電飾：小林伊織
- メカシステム：庄子泰広
- 装飾：安藤豪
- 持道具：貞中照美
- 衣装：岩崎孝典
- ヘアメイク：後藤真紀子
- TK：伊藤美紀
- 編集：蓮田貴志
- MA：阿世知貴彦
- 音効：佐藤賢治
- CG：服部泰仁
- 編成：福田健太郎
- 宣伝：眞鍋武
- デスク：佐藤みき
- AD：大丸剛司、山際梨紗、福島孝夫
- AP：井上あつし、中島彰人
- ディレクター：酒井甚哉、野上貢、塩谷泰孝、吉田慎治
- 演出：井手比左士
- プロデューサー：篠塚純、早瀬志都加（極東電視台）
- CP（チーフプロデューサー）：合田隆信
- 制作協力：極東電視台
- 製作著作：TBS

### 過去のスタッフ
- 編成：三島圭太、平田さおり
- 宣伝：武方直己

## その他
- 木曜21:00からの枠へ移動してから出演するようになった中津川昴によれば、2011年4月26日・火曜日から「笑撃! ワンフレーズ」が再開する事をアカシックレコードを通して発表された。しかしこれは番組による公式発表ではないうえ、再開することもなかった[12]。
- 最終回の番組の最後の提供テロップが掛かる場面で、千原ジュニアが「あと2ヶ月頂ければ、中津川さんを“第2の渡部陽一”に出来たのですが…。」と冗談を交えながらも番組終了の悔しさを滲ませる発言をしていた。
- スタッフの一部は2010年11月から2011年7月まで、土曜20時枠にて放送されていた『奇跡ゲッター ブットバース!!』へ移動した。
- 当番組終了後、TBS木曜21時枠が再びバラエティ枠になるのは5年後の2015年10月のことで、『ニンゲン観察バラエティ モニタリング』が55分（20:54 - 21:49）拡大してきたことによる。

## 関連番組
- 新すぃ日本語